# Bolxaia Sala
Bolxaia Sala (en rus: Большая Сала) és un poble de l'óblast de Vladímir, a Rússia, segons el cens del 2010 tenia 40 habitants. Pertany al districte municipal de Mélenki.